# Leichtathletik-Weltmeisterschaften 2003/4 × 100 m der Männer
Die 4-mal-100-Meter-Staffel der Männer bei den Leichtathletik-Weltmeisterschaften 2003 wurde am 30. und 31. August 2003 im Stade de France der französischen Stadt Saint-Denis unmittelbar bei Paris ausgetragen.
Weltmeister wurden die Vereinigten Staaten in der Besetzung John Capel, Bernard Williams, Darvis Patton und Joshua J. Johnson.

Den zweiten Platz belegte Brasilien (Vicente de Lima, Édson Ribeiro, André da Silva, Cláudio Roberto Souza).

Bronze ging an die Niederlande mit Timothy Beck, Troy Douglas, Patrick van Balkom und Caimin Douglas (Finale/Halbfinale) sowie dem im Vorlauf außerdem eingesetzten Guus Hoogmoed.
Auch der nur im Vorlauf eingesetzte niederländische Läufer erhielt eine Bronzemedaille. Rekorde standen dagegen nur den tatsächlich laufenden Athleten zu.

## Bestehende Rekorde
| Weltrekord | 37,40 s | USA (Carl Lewis, Dennis Mitchell, Leroy Burrell, Michael Marsh) | OS 1992 in Barcelona, Spanien     | 8. August 1992  |
| Weltrekord | 37,40 s | USA (Jon Drummond, Andre Cason, Dennis Mitchell, Leroy Burrell) | WM 1993 in Stuttgart, Deutschland | 21. August 1993 |
| WM-Rekord  | 37,40 s | USA (Jon Drummond, Andre Cason, Dennis Mitchell, Leroy Burrell) | WM 1993 in Stuttgart, Deutschland | 21. August 1993 |

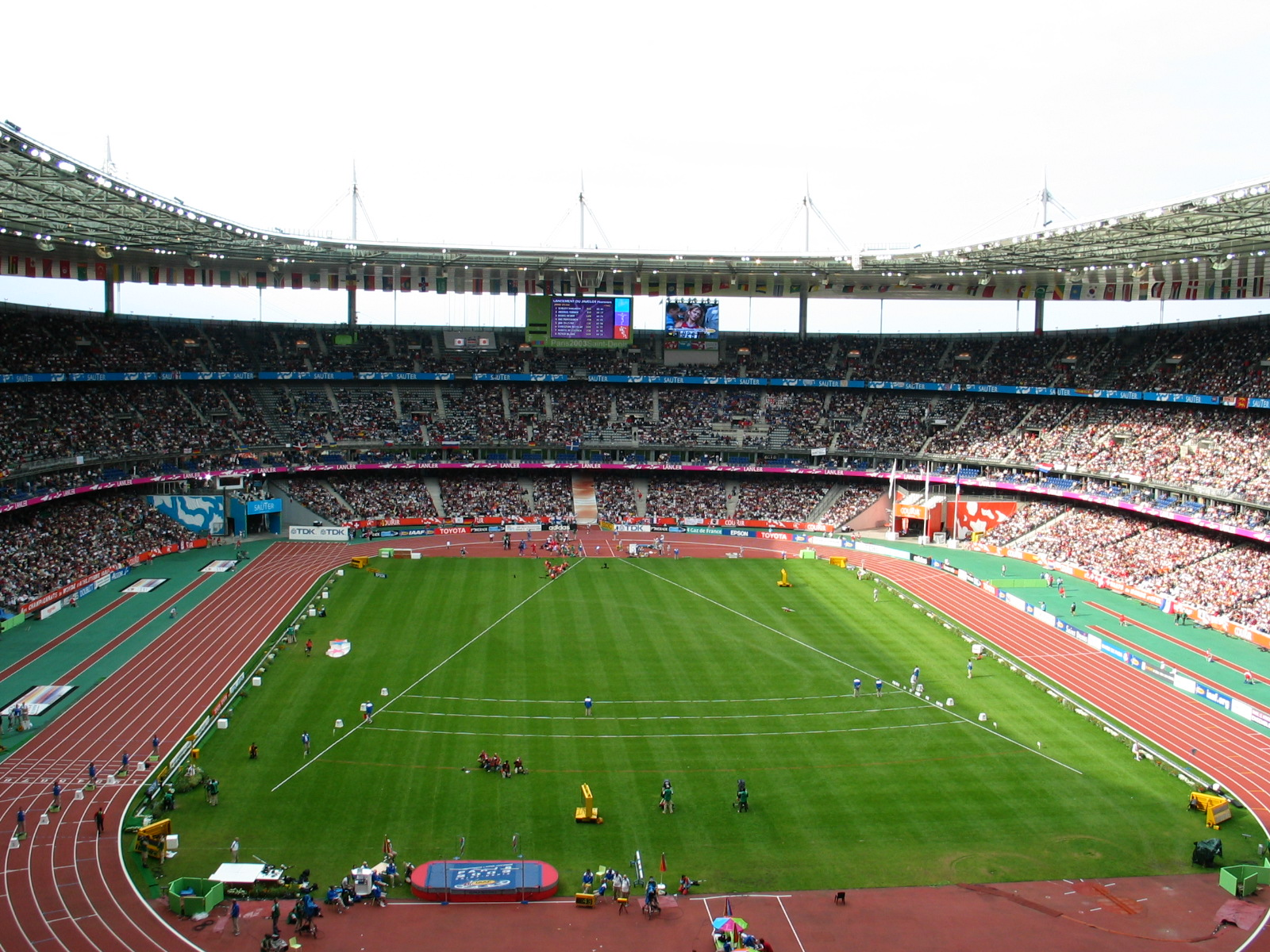
Stade de France in Paris/Saint-Denis am Schlusstag der Leichtathletik-Weltmeisterschaften

Der bestehende WM-Rekord wurde bei diesen Weltmeisterschaften nicht eingestellt und nicht verbessert.
Vier Staffeln stellten fünf Nationalrekorde auf:
- 39,01 s – Dominikanische Republik (Juan Encarnacion, Luis Morillo, Juan Sainfleur, Yoel Baez), 1. Vorlauf, 30. August
- 39,05 s – Belgien (Nathan Bongelo, Anthony Ferr, Kristof Beyens, Xavier de Baerdemaeker), 2. Vorlauf, 30. August
- 38,72 s – Niederlande (Timothy Beck, Troy Douglas, Patrick van Balkom, Guus Hoogmoed), 3. Vorlauf, 30. August
- 38,63 s – Niederlande (Timothy Beck, Troy Douglas, Patrick van Balkom, Caimin Douglas), 1. Halbfinale, 30. August
- 39,25 s – Neuseeland (Dallas Roberts, Chris Donaldson, James Dolphin, Donald MacDonald), 3. Vorlauf, 30. August

## Doping
Die zunächst zweitplatzierte britische Staffel wurde wegen eines positiven Tests auf Tetrahydrogestrinon (THG) ihres Schlussläufers Dwain Chambers nachträglich disqualifiziert. Chambers wurde außerdem für zwei Jahre gesperrt. Im Jahr 2010 legte er ein Geständnis dazu ab.
Leidtragende waren vor allem drei Teams:
- Niederlande – Die Mannschaft, die im Vorlauf und im Halbfinale jeweils Landesrekord gelaufen war, erhielt ihre Bronzemedaille erst mit großer Verspätung und konnte nicht an der Siegerehrung teilnehmen.
- Kanada – Das Team wurde um die Finalteilnahme gebracht, an dem es über die Zeitregel hätte teilnehmen können.
- Belgien – Die Staffel schied trotz Landesrekord im Vorlauf aus, wäre jedoch über die Zeitregel zur Teilnahme am Halbfinale berechtigt gewesen.

## Vorrunde
6. August 2003, 17:35 Uhr
Die Vorrunde wurde in vier Läufen durchgeführt. Die ersten drei Staffeln pro Lauf – hellblau unterlegt – sowie die darüber hinaus vier zeitschnellsten Teams – hellgrün unterlegt – qualifizierten sich für das Halbfinale.

### Vorlauf 1
30. August 2003, 17:10 Uhr
| Platz | Staffel                 | Besetzung                                                    | Zeit (s) | Anmerkung                     |
| ----- | ----------------------- | ------------------------------------------------------------ | -------- | ----------------------------- |
| 1     | USA                     | John Capel Bernard Williams Darvis Patton Joshua J. Johnson  | 38,28    |                               |
| 2     | Frankreich              | Ronald Pognon Issa-Aimé Nthépé Frédéric Krantz Jérôme Éyana  | 38,61    |                               |
| 3     | Deutschland             | Tobias Unger Marc Blume Alexander Kosenkow Ronny Ostwald     | 38,91    |                               |
| 4     | Ghana                   | Christian Nsiah Eric Nkansah Aziz Zakari Leonard Myles-Mills | 38,94    |                               |
| 5     | Dominikanische Republik | Juan Encarnacion Luis Morillo Juan Sainfleur Yoel Baez       | 39,01 NR |                               |
| 6     | Volksrepublik China     | Shen Yunbao He Jun Yang Yaozu Chen Haijian                   | 39,28    |                               |
| DSQ   | Ungarn                  | Zsolt Szeglet Géza Pauer Gábor Dobos Miklós Gyulai           |          | IAAF Rule 170.7 Wechselfehler |

### Vorlauf 2
30. August 2003, 17:18 Uhr
| Platz | Staffel   | Besetzung                                                                             | Zeit (s) | Anmerkung                                  |
| ----- | --------- | ------------------------------------------------------------------------------------- | -------- | ------------------------------------------ |
| 1     | Brasilien | Vicente de Lima Édson Ribeiro André da Silva Cláudio Roberto Souza                    | 38,53    |                                            |
| 2     | Nigeria   | Musa Deji Tamunosiki Atorudibo (Vorlauf) Olusoji Fasuba Deji Aliu                     | 38,76    |                                            |
| 3     | Japan     | Hiroyasu Tsuchie Hisashi Miyazaki Ryo Matsuda Nobuharu Asahara                        | 38,77    |                                            |
| 4     | Belgien   | Nathan Bongelo Anthony Ferro Kristof Beyens Xavier de Baerdemaeker                    | 39,05 NR | eigentlich für das Halbfinale qualifiziert |
| DSQ   | Kamerun   | Alfred Moussambani Serge Bengono Jean-Francis Ngapout Joseph Batangdon                |          | IAAF Rule 163.3 Bahnübertreten             |
| DSQ   | Zypern    | Constantinos Kokkinos Anthimos Rotos Michael-Kyriacou Neophytos Prodromos Katsantonis |          | IAAF Rule 170.7 Wechselfehler              |
| DSQ   | Ukraine   | Kostjantyn Wassjukow Kostjantyn Rurak Oleksandr Kajdasch Dmytro Hlushchenko           |          | IAAF Rule 170.7 Wechselfehler              |

### Vorlauf 3
30. August 2003, 17:26 Uhr
| Platz | Staffel             | Besetzung                                                                                                | Zeit (s) |
| ----- | ------------------- | --- | -------- |
| 1     | Polen               | Marcin Krzywański (Halbfinale/Vorlauf) Łukasz Chyła Marcin Nowak Marcin Jędrusiński (Halbfinale/Vorlauf) | 38,52    |
| 2     | Niederlande         | Timothy Beck Troy Douglas Patrick van Balkom Guus Hoogmoed (Vorlauf)                                     | 38,72 NR |
| 3     | Jamaika             | Julien Dunkley (Vorlauf) Dwight Thomas Michael Frater Ricardo Williams                                   | 38,84    |
| 4     | Trinidad und Tobago | Marc Burns Ato Boldon Jacey Harper Niconnor Alexander                                                    | 38,89    |
| 5     | Neuseeland          | Dallas Roberts Chris Donaldson James Dolphin Donald MacDonald                                            | 39,25 NR |
| 6     | Oman                | Fahad Said Hamoud Abdallah al-Dalhami Mohamed al-Shikeili al-Jabri Juma al-Jabri                         | 40,65    |

### Vorlauf 4
30. August 2003, 17:34 Uhr
| Platz | Staffel        | Besetzung                                                                     | Zeit (s) | Anmerkung                     |
| ----- | -------------- | ----------------------------------------------------------------------------- | -------- | ----------------------------- |
| 1     | Italien        | Francesco Scuderi Simone Collio Massimiliano Donati Alessandro Cavallaro      | 38,63    |                               |
| 2     | Kanada         | Rhoan Sterling Anson Henry Charles Allen Pierre Browne                        | 38,72    |                               |
| 3     | Australien     | Matthew Shirvington Patrick Johnson Paul Di Bella Adam Basil                  | 38,76    |                               |
| 4     | Elfenbeinküste | Marius Loua Ibrahim Méité Yves Sonan Eric N’Dri                               | 39,34    |                               |
| 5     | Liberia        | Sayon Cooper Kouty Mawenh Joseph Brent Abraham Koiyan                         | 40,08    |                               |
| DNF   | Saudi-Arabien  | Khalifa al-Saker Yahya al-Gahes Salem al-Yami Mubarak Ata Mubarak             |          |                               |
| DOP   | Großbritannien | Christian Malcolm Dwain Chambers Marlon Devonish Mark Lewis-Francis (Vorlauf) |          | für das Halbfinale zugelassen |

## Halbfinale
In den beiden Halbfinalläufen qualifizierten sich die jeweils ersten drei Staffeln – hellblau unterlegt – sowie die darüber hinaus zwei zeitschnellsten Teams – hellgrün unterlegt – für das Finale.

### Halbfinallauf 1
30. August 2003, 19:25 Uhr
| Platz | Staffel             | Besetzung | Zeit (s) |
| ----- | ------------------- | --- | -------- |
| 1     | USA                 | John Capel Bernard Williams Darvis Patton Joshua J. Johnson                                                        | 37,99    |
| 2     | Jamaika             | Ricardo Williams Dwight Thomas Michael Frater Asafa Powell (Finale/Halbfinale) im Vorlauf außerdem: Julien Dunkley | 38,45    |
| 3     | Polen               | Marcin Krzywański (Halbfinale/Vorlauf) Łukasz Chyła Marcin Nowak Marcin Jędrusiński (Halbfinale/Vorlauf)           | 38,50    |
| 4     | Japan               | Hiroyasu Tsuchie Hisashi Miyazaki Ryo Matsuda Nobuharu Asahara                                                     | 38,58    |
| 5     | Niederlande         | Timothy Beck Troy Douglas Patrick van Balkom Caimin Douglas (Finale/Halbfinale) im Vorlauf außerdem: Guus Hoogmoed | 38,63 NR |
| 6     | Trinidad und Tobago | Marc Burns Ato Boldon Jacey Harper Niconnor Alexander                                                              | 38,84    |
| 7     | Ghana               | Christian Nsiah Eric Nkansah Aziz Zakari Leonard Myles-Mills                                                       | 38,88    |
| 8     | Italien             | Francesco Scuderi Simone Collio Massimiliano Donati Alessandro Cavallaro                                           | 38,93    |

### Halbfinallauf 2
30. August 2003, 19:32 Uhr
| Platz | Staffel                 | Besetzung | Zeit (s) | Anmerkung                              |
| ----- | ----------------------- | --- | -------- | -------------------------------------- |
| 1     | Brasilien               | Vicente de Lima Édson Ribeiro André da Silva Cláudio Roberto Souza                                                           | 38,50    |                                        |
| 2     | Nigeria                 | Musa Deji Uchenna Emedolu (Finale/Halbfinale) Olusoji Fasuba Deji Aliu im Vorlauf außerdem: Tamunosiki Atorudibo             | 38,58    |                                        |
| 3     | Kanada                  | Charles Allen Anson Henry Jermaine Joseph (Halbfinale) Pierre Browne im Vorlauf außerdem: Rhoan Sterling                     | 38,66    | eigentlich für das Finale qualifiziert |
| 4     | Frankreich              | Ronald Pognon Issa-Aimé Nthépé Frédéric Krantz Jérôme Éyana                                                                  | 38,79    |                                        |
| 5     | Australien              | Matthew Shirvington Patrick Johnson Paul Di Bella Adam Basil                                                                 | 38,90    |                                        |
| DNF   | Dominikanische Republik | Juan Encarnacion Luis Morillo Juan Sainfleur Yoel Baez                                                                       |          |                                        |
| DNF   | Deutschland             | Tobias Unger Marc Blume Alexander Kosenkow Ronny Ostwald                                                                     |          |                                        |
| DOP   | Großbritannien          | Christian Malcolm Darren Campbell (Finale/Halbfinale) Marlon Devonish Dwain Chambers im Vorlauf außerdem: Mark Lewis-Francis |          | für das Finale zugelassen              |

## Finale
31. August 2003, 17:50 Uhr
| Platz | Staffel        | Besetzung | Zeit (s) |
| ----- | -------------- | --- | -------- |
| 1     | USA            | John Capel Bernard Williams Darvis Patton Joshua J. Johnson                                                                                   | 38,06    |
| 2     | Brasilien      | Vicente de Lima Édson Ribeiro André da Silva Cláudio Roberto Souza                                                                            | 38,26    |
| 3     | Niederlande    | Timothy Beck Troy Douglas Patrick van Balkom Caimin Douglas (Finale/Halbfinale) im Vorlauf außerdem: Guus Hoogmoed                            | 38,87    |
| 4     | Nigeria        | Olusoji Fasuba Uchenna Emedolu (Finale/Halbfinale) Musa Deji Deji Aliu im Vorlauf außerdem: Tamunosiki Atorudibo                              | 38,89    |
| 5     | Polen          | Piotr Balcerzak (Finale) Łukasz Chyła Marcin Nowak Marcin Urbaś (Finale) im Halbfinale/Vorlauf außerdem: Marcin Krzywański Marcin Jędrusiński | 38,96    |
| 6     | Japan          | Hiroyasu Tsuchie Hisashi Miyazaki Ryo Matsuda Nobuharu Asahara                                                                                | 39,05    |
| DNF   | Jamaika        | Ricardo Williams Dwight Thomas Michael Frater Asafa Powell (Finale/Halbfinale) im Vorlauf außerdem: Julien Dunkley                            |          |
| DOP   | Großbritannien | Christian Malcolm Darren Campbell (Finale/Halbfinale) Marlon Devonish Dwain Chambers im Vorlauf außerdem: Mark Lewis-Francis                  |          |

## Video
- 2003 World Athletics Champs mens 4x100m relay final auf youtube.com, abgerufen am 5. September 2020